# Società G.S.D. Castelfidardo
La Società G.S.D. Castelfidardo S.S.D. a r.l., nota semplicemente come Castelfidardo, è una società calcistica italiana con sede a Castelfidardo (AN). Milita in Serie D, il quarto livello del campionato italiano di calcio.

## Storia
La società viene fondata nel 1944 ed inizia l'attività subito dopo la fine del conflitto bellico. Nella stagione 1948-1949, vincendo il girone marchigiano di Prima Divisione a seguito dello spareggio contro i vicini rivali dell'Osimana, la squadra ottiene la promozione nel campionato interregionale. Il 17 febbraio 1949 gioca a Castelfidardo una gara amichevole contro l'Internazionale di Milano in viaggio verso Bari per una partita di campionato; i nerazzurri vinsero per 6 a 1. Le prime stagioni in quarta serie sono esaltanti con i biancoverdi costantemente nelle zone alte della classifica. Nel 1952-1953 il Castelfidardo vince il proprio girone ottenendo così la possibilità di partecipare al girone finale per la promozione in Serie C: inseriti nel raggruppamento con Avellino, Carbonia e Catanzaro, i biancoverdi ottengono tuttavia solamente una vittoria e si classificano ultimi abbandonando il sogno di approdare tra i professionisti.
Dopo due annate interlocutorie, al termine del campionato 1955-1956, la squadra retrocede nella massima serie regionale in cui resterà partecipante fissa per un ventennio prima di iniziare un saliscendi con le categorie inferiori. Il punto più basso della storia del calcio fidardense viene toccato con la retrocessione in Seconda Categoria al termine della stagione 2001-2002. Nella stagione successiva però il Castelfidardo rialza la testa vincendo il proprio girone al termine di un duello entusiasmante con i rivali cittadini della Vigor per poi conquistare, dopo tre stagioni, l'accesso in Promozione. Nel secondo torneo regionale, la squadra biancoverde lotta costantemente per ottenere l'accesso all'Eccellenza fallendo varie occasioni; nella stagione 2012-2013 il copione sembra il medesimo, con il Castelfidardo a inseguire il Vismara, ma un crollo dei pesaresi a poche giornate dalla fine permette ai fidardensi di conquistare l'agognata promozione.
L'annata successiva è straordinaria, con i biancoverdi che si classificano secondi cedendo il passo alla sola Sambenedettese, inserita nel torneo in sovrannumero; guadagnato l'accesso ai play-off nazionali, superano l'Albalonga in semifinale ed il Rieti in finale ottenendo così, a distanza di 58 anni dall'ultima volta, il ritorno nel torneo interregionale. Nel 2014-2015, al ritorno in Serie D, la squadra paga il doppio salto di categoria e si ritrova nei bassifondi della graduatoria, venendo costretti agli spareggi retrocessione; qui il Castelfidardo sconfigge l'Olympia Agnonese ma non riesce a battere l'Amiternina venendo così retrocesso in Eccellenza salvo essere ripescata in estate. Nelle successive due stagioni in quarta serie, il club marchigiano rimane nelle parti basse delle classifiche riuscendo sempre però a mantenere la categoria. Nella stagione 2018-2019 i biancoverdi non allestiscono invece una rosa all'altezza del torneo e dopo aver passato l'intero campionato sul fondo della graduatoria retrocedono con diverse giornate di anticipo.
Il riscatto è tuttavia immediato grazie all'ottimo lavoro svolto dal nuovo tecnico Maurizio Lauro: nella stagione successiva i biancoverdi precedono la favorita Ancona in classifica quando il torneo di Eccellenza viene interrotto a causa della pandemia di Covid-19. A giugno, con il campionato definitivamente interrotto, il Castelfidardo ottiene così il ritorno in Serie D. Da neopromossa, la formazione fidardense stupisce tutti sfiorando un piazzamento nei playoff e concludendo il campionato al 6º posto, risultato che non veniva raggiunto dal 1955. A fine stagione Lauro lascia la panchina biancoverde per salire in Serie C sulla panchina del Mantova.
L'annata successiva vede i biancoverdi disputare un torneo di sofferenza, qualificandosi per i playout. Un gol allo scadere dei tempi supplementari nella partita giocata contro il Fano condanna il Castelfidardo al ritorno in Eccellenza.
Dopo una nuova stagione difficile, chiusa con la salvezza maturata solamente all'ultima giornata, il Castelfidardo riparte con nuovo entusiasmo per la stagione 2023-2024. La squadra, affidata al tecnico Giuliodori, ritorna a competere nelle zone alte della classifica e vince dapprima i playoff regionali, affrontati grazie al quarto posto finale, per poi imporsi in quelli nazionali, al termine di una partita giocata in gran parte in inferiorità numerica, contro i toscani dello Zenith Prato, ottenendo così il ritorno in Serie D dopo 2 stagioni.

## Colori e simboli
I colori ufficiali del Castelfidardo sono il bianco e il verde. Il simbolo è uno scudo ovale partito con, nella parte superiore, le tre torri già presenti nello stemma comunale.

## Giocatori celebri
- Daniele Paponi
- Beniamino Di Giacomo
- Carini Mauro
- Panti Marcello
- Enrico "Chicco" Rossini
- Orlandoni Marco
- Ciucciomei Nazzareno
- Ciucciomei Maximiliano

## Palmarès

### Competizioni interregionali
- IV Serie: 1

1952-1953 (girone E)

### Competizioni regionali
- Eccellenza: 1

2019-2020
- Promozione: 1

2012-2013 (girone A)
- Prima Divisione: 1

1948-1949
- Prima Categoria: 4

1977-1978, 1985-1986, 1991-1992, 2005-2006 (girone C)
- Seconda Categoria: 1

2002-2003 (girone D)

## Statistiche e record

### Partecipazione ai campionati
A partire dal 1946-1947, il Castelfidardo ha disputato 16 campionati nazionali alla stagione 2025-2026.
| Livello | Categoria      | Partecipazioni | Debutto   | Ultima stagione | Totale |
| ------- | -------------- | -------------- | --------- | --------------- | ------ |
| 4°      | interregionale | 3              | 1949-1950 | 1951-1952       | 16     |
| 4°      | IV Serie       | 4              | 1952-1953 | 1955-1956       | 16     |
| 4°      | Serie D        | 9              | 2014-2015 | 2025-2026       | 16     |